# Sidomulyo (Jakenan)
Sidomulyo is een bestuurslaag in het regentschap Pati van de provincie Midden-Java, Indonesië. Sidomulyo telt 2966 inwoners (volkstelling 2010).